# Birgit Schneider (Bibliothekarin)
Birgit Schneider (* 6. August 1954 in Stuttgart; † 19. Juli 2007 in Leipzig) war eine deutsche Bibliothekarin.

## Leben
Schneider studierte zunächst an den Universitäten in Stuttgart und Tübingen Geschichte und Germanistik. Im Anschluss an ihr Staatsexamen absolvierte sie ein Referendariat für den Bibliotheksdienst an wissenschaftlichen Bibliotheken. 1987 trat sie in den Dienst der Württembergischen Landesbibliothek in Stuttgart, deren stellvertretende Direktorin sie von 1994 an war. 2001 wurde sie von Bundespräsident Johannes Rau zur Direktorin der Deutschen Nationalbibliothek am Standort Leipzig berufen. Sie war zudem ständige Vertreterin der Generaldirektorin der Deutschen Nationalbibliothek Elisabeth Niggemann.

## Schriften
- Religion und Bildung der württembergischen Juden im 19. Jahrhundert. In: Otto Borst (Hrsg.): Minderheiten in der Geschichte Südwestdeutschlands (= Stuttgarter Symposium, Bd. 3). Silberburg-Verlag, Tübingen 1996, S. 174–187, ISBN 3-87407-224-X.

- (Mit-Hrsg.): Bücher, Menschen und Kulturen. Festschrift für Hans-Peter Geh zum 65. Geburtstag. Saur, München 1999, ISBN 3-598-11399-4.